# Willy Scheepers
Wilhelmus Antonius Antoinette (Willy) Scheepers (Eindhoven, 8 april 1961) is een Nederlands voormalig voetballer en voetbalcoach. 

## Spelersloopbaan
Scheepers speelde tussen 1978 en 1981 zeventien wedstrijden voor PSV. Hierna speelde hij tot 1983 voor KVV Overpelt-Fabriek. Hij ging naar Denemarken waar hij uitkwam voor Aarhus GF ging begin 1985 naar de toenmalige landskampioen Vejle BK. Via het Duitse SV Darmstadt 98, dat uitkwam in de 2. Bundesliga, kwam hij bij Odense BK. Van 1988 tot 1993 speelde hij in Zwitserland achtereenvolgens voor FC Glarus, FC Zürich, wederom Glarus en FC Dietikon. Met Zürich, dat toen op het tweede niveau speelde promoveerde hij in 1990. Vanwege een blessure moest hij stoppen met voetballen. In Zwitserland was hij de eerste voorzitter van een vakbond voor voetballers Profoot.

## Trainersloopbaan
Bij Dietekon begon hij ook als trainer. Hij trainde meerdere Zwitserse clubs en het Duitse FC Konstanz voor hij in twee periodes het Cypriotische APEP Pitsilia onder zijn hoede had. In 2010 werd hij trainer van Bali Devata FC in Indonesië. Van januari tot in november 2013 trainde hij RKSV Nuenen. Naast het voetbal had hij meerdere bedrijven, al vanaf zijn periode in Denemarken.

## Veroordeling
Scheepers werd in 2004, als trainer van Kreuzlingen, al in verband gebracht met cocaïne maar daarvan werd hij in 2008 vrijgesproken. In juli 2020 werd hij samen met een handlanger in Zwitserland gearresteerd op verdenking van het smokkelen vanuit Nederland van cocaïne en grondstoffen voor amfetamine via een geprepareerde Volkswagen Golf alsmede contant geld dat in Zwitserland werd omgezet in goud of dure horloges. In juli 2022 werd hij in Zwitserland veroordeeld tot 8 jaar gevangenisstraf voor het smokkelen van 2 kilo cocaïne en witwassen. Na zijn straf mag hij acht jaar niet in Zwitserland komen.